# Carpino
Carpino (Carpino en italien et Carpìne dans les dialectes apuliens) est une commune italienne de la province de Foggia dans la région des Pouilles. Elle fait partie du parc national du Gargano et de la comunità montana del Gargano.
C’est un centre bien connu pour la production d’huile d’olive et de fèves.
C’est le siège principal du Carpino Folk Festival, un événement consacré à la redécouverte, à la conservation et à la promotion de la musique populaire italienne.
Elle est connue pour sa tradition historique. En effet, en l’honneur des festivités de San Rocco, se déroule le traditionnel palio de San Rocco, une ancienne manifestation équestre qui a ses origines depuis la seconde moitié du XIXe siècle.

## Géographie

### Territoire
Carpino est situé dans la partie nord et non côtière du promontoire du Gargano et son territoire s’étend entre la forêt de la Ombrie au sud, et le lac de Varano au nord.
Bordé par Cagnano Varano, Ischitella, Monte Sant’Angelo et Vico del Gargano.
Classé comme colline littorale, le territoire présente une randonnée altimétrique de 843 m, tandis que le hameau se trouve à une altitude de 143 m sur une colline aride dite de pastromée.
Le territoire est principalement vallonné et la végétation prédominante est typique des cultures de la zone et des pâturages. La zone près de la lagune et les collines qui entourent le centre urbain, sont caractérisées par la prédominance des oliveraies.

### Sismicité
Situé dans le district sismique du Gargano, la ville de Carpino a été partiellement détruit par le tremblement de terre de 1646.
- Classification sismique : zone 2 (sismicité moyenne à haute), Ordonnance PCM n.3274 du 20/03/2003.

## Climat
Le climat, tempéré par la latitude et la longitude, souffre peu de l’influence de la mer qui atténue les rigueurs hivernales et les chaleurs estivales, ainsi que de l’influence du lac de Varano voisin.
La température moyenne annuelle est de 16°C. Le mois le plus froid est janvier (8°C) et les plus chauds sont juillet et août (27°C).
Du point de vue législatif la commune de Carpino tombe dans la Ceinture Climatique C puisque les degrés jour (i gradi giorno) de la ville sont 1368, donc limite maximale autorisée pour l’allumage des chauffages est de 10 heures journalières du 15 novembre au 31 mars.

## Origines du nom
Comme celles de la installation, les origines du toponyme sont incertaines.
Il semblerait lié à la présence de chevreuils ou à la présence de lieux d’élevage (en latin vulgaire Caprelis) dans les environs de Carpino ou à la présence d’une épaisse forêt de charmes qui, autrefois, recouvraient la colline de Pastromele sur laquelle, Plus tard, le village a été construit.
Le toponyme aurait d’abord été Crapino, puis Caprino, pour ensuite devenir Carpino, comme écrit dans un document local de 1628.

## Histoire

### Antiquité
Bien que de nombreux objets en pierre taillée datant de l’époque préhistorique aient été retrouvés sur son territoire et que l’on puisse retrouver des traces d’établissements de l’époque romaine, il est difficile de situer de manière précise la naissance de Carpino.
La présence d’une colonie à l’époque romaine est démontrée par les sources, auxquelles elles font souvent référence à propos d’une route qui reliait l’ancienne Teanum Apulum (San Paolo di Civitate) aux villages de Civitella (San Nicandro Garganico), Avicenna (Carpino), Monte Civita (Ischitella) et Fara, dans la zone de San Nicola Imbuti (Cagnano). Les historiens supposent que cette voie avait une importante fonction politico-commerciale pour la région du Gargano Nord, en plus de celle de liaison entre les différentes municipalités de la zone.

### Moyen-Âge

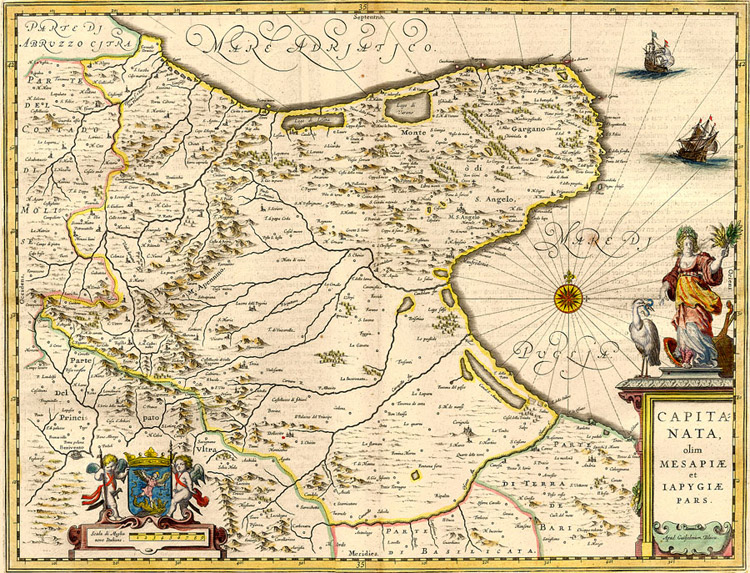
Ancienne carte du Gargano

La légende, soutenue par certaines études, relierait l’origine de l’actuel Carpino au destin de l’ancienne ville de Hyria, à laquelle se réfèrent souvent Pline et Strabon pour décrire la zone où se trouve aujourd’hui le lac de Varano, dont la rive sud constituait l’ancienne côte d’un golfe. Les sources, en effet, documentent que, à partir du Ve siècle, les invasions barbares ont entraîné un dépeuplement des centres habités côtiers du Gargano pour des raisons de sécurité. Ce dépeuplement a déterminé la naissance de petites communautés, les Hameaux, dans des endroits plus sûrs de l’arrière-pays, comme celui dans lequel se trouve maintenant le village de Carpino et le village de Cagnano Varano.
À l’époque normande, l’existence d’un Castellum Capreolis, construit après la ferme existante, probablement au XIe siècle, est certaine. Les premiers documents sur Carpino le confirment. Elle est mentionnée pour la première fois dans un document de juin 1144, à l’occasion d’une donation en faveur de l’Abbaye de San Leonardo di Siponto et ensuite, en 1158 dans une bulle du pape Adrien IV confirmant les privilèges de l’Abbaye du Monte Sacro sur les églises San Pietro et Santa Maria, conférés trente ans plus tôt.
Toujours à cette époque, le fief de Carpino est listé parmi les terres au service de la charge de Monte Sant’Angelo, concédé au comté de Lesina.
À la suite du renforcement de la domination normande entre 1150 et 1160 sur le versant nord du Garganico, a été construit le mur d’enceinte et l’imposant château qui dominait le centre historique et qui a ensuite été agrandi et amélioré dans sa fonction défensive par les Souabes.
Pendant la domination souabe, Carpino appartenait à la Regio Fisco et fut administré par un baiulo.
Sous la domination angevine, il passa à Marguerite, épouse de Raymond Burgondes, et Charles II le boiteux, fils de Charles Ier d’Anjou.

### Temps Modernes
Les Souabes ont été suivis par les Della Marras en possession de la querelle de Carpino qui après 50 ans ont été détrônés par les D'Aragone pour leur désobéissance à l'héritier Giovanpaolo. Il a ainsi été attribué aux Di Sangros de Torremaggiore pendant une décennie, pour ensuite être attribué à Troiano Mormille.
En 1526, le Sacré Conseil ordonna la vente de Cagnano et Carpino pour satisfaire les créanciers du féodal Fabrizio Mormille. Le fief fut acheté par les Loffredo, auxquels succédèrent les Nava, les Loffredo, les Vargas, les Vargas-Cussavagallo, jusqu’à arriver aux Brancaccio ou Brancaccio-Vargas après 1880.
En 1646, la ville de Carpino a subi de très graves destructions à la suite du tremblement de terre désastreux du Gargano.

### De l'Unification italienne à aujourd'hui
À partir de 1860, sous les Savoie, elle devient commune du royaume d’Italie et fait partie du mandat de Cagnano Varano.
Cette période était très délicate pour la région. Si dans des communes comme Cagnano Varano et San Giovanni Rotondo il y avait eu de véritables révoltes, dans d’autres comme Ischitella, Vieste, Vico del Gargano et Carpino, le problème était constitué par les brigands.
En effet, cela remonte au 4 juillet 1861, la note très urgente du capitaine de la garde nationale de Carpino, Ignazio d’Addetta, dans laquelle on signale la dangereuse présence de brigands dans les environs de Carpino.
Tout d’abord D’Addetta souligne la nature souvent non politique du brigandage, puisqu’il s’agissait souvent de délinquants instrumentalisés par des seigneurs locaux opposés à la Savoie, et le manque de fiabilité de la garde nationale, qualifiée trop d’indisciplinée", "découragée", engagée dans les "travaux de la campagne", isolée.
Toujours dans la note de D’Addetta, on propose une mobilisation des forces de toutes les communes du Gargano pour éviter le phénomène du brigandage.
Dans les années 30, Carpino profite de l’assainissement de la zone lacustre en aval, qui fournit une impulsion renouvelée au développement agricole à côté du pastoralisme et du travail de la laine.

## Administration
| Période                                  | Période  | Identité               | Étiquette | Qualité |
| ---------------------------------------- | -------- | ---------------------- | --------- | ------- |
| 28 mai 2002                              | En cours | Nicola Maria Trombetta | UDC       |         |
| Les données manquantes sont à compléter. |          |                        |           |         |

### Communes limitrophes
- Cagnano Varano
- Ischitella
- Monte Sant'Angelo
- Vico del Gargano

## Jumelages
- Pizzoli (Italie) depuis 2005